# Премия Японской киноакадемии
Премия Японской киноакадемии (яп. 日本アカデミー賞 ниппон акадэми: сё:) — высшая кинонаграда Японии, присуждаемая Nippon Academy-Sho Association за выдающиеся достижения в японском кинематографе ежегодно, начиная с 1978 года.

## Номинации
Большинство номинаций схожи с номинациями премии «Оскар».
- Лучший фильм
- Лучший режиссёр
- Лучший сценарий
- Лучшая мужская роль
- Лучшая женская роль
- Лучшая мужская роль второго плана
- Лучшая женская роль второго плана
- Лучший анимационный фильм
- Выдающиеся достижения в музыке
- Выдающиеся достижения в кинематографии
- Выдающиеся достижения в освещении
- Выдающиеся достижения в постановке
- Выдающиеся достижения в звукозаписи
- Выдающиеся достижения в монтаже
- Лучший фильм на иностранном языке
- Новичок года
- Премия Популярность
- Почётный приз от Ассоциации
- Специальный приз от председателя жюри
- Специальный приз от Ассоциации

Премии в категории «Лучший фильм на иностранном языке» удостаивались, в частности, картины Стивена Спилберга, Романа Полански, Джеймса Кэмерона, Клинта Иствуда, Сержио Леоне, Бернардо Бертолуччи, Тома Хупера и др.